# Afera grabarzy z Frankensteinu
Afera grabarzy z Frankensteinu – sprawa pojmania i skazania w 1606 roku grabarzy z miejscowości Frankenstein (obecnie Ząbkowice Śląskie na Dolnym Śląsku), posądzanych o sprowadzenie zarazy, czary i bezczeszczenie zwłok. Wydarzenia te wiążą się z istniejącą do dziś niewielką kaplicą św. Mikołaja, stojącą na terenie starego cmentarza założonego w roku 1552 przy obecnej ul. 1 Maja w Ząbkowicach Śląskich.

## Historia
W roku 1606 w mieście panowała zaraza. O jej wywołanie posądzono ośmioro grabarzy: sześciu mężczyzn i dwie kobiety. Po aresztowaniu podejrzanych, powołano komisję złożoną z kilku miejscowych i zamiejscowych lekarzy. Początkowo komisja potraktowała sprawę jako przesąd, dopóki nie przeprowadzono rewizji u jednego z grabarzy. Znaleziono w jego domu wiele pojemników z trującym proszkiem.
W toku śledztwa podejrzanych poddano torturom, podczas których przyznali się, że sporządzali trujący proszek ze zwłok. Proszek ten rozsypywali kilkukrotnie w różnych domach i na ich progach. Smarowali nim również klamki i kołatki, przez co wielu ludzi zatruło się i zmarło. Ponadto kradli pieniądze w domach, okradali zwłoki, zabierając z nich opończe. Zmarłym brzemiennym kobietom mieli też rozcinać brzuchy, by wydobyć płody, a serca małych dzieci zjadać na surowo. Przyznali się do okradzenia miejscowych kościołów z ołtarzowych obrusów oraz z dwóch nakręcanych zegarów, które także sproszkowali, by wykorzystać je do czynienia czarów. Jeden z nich, nowy grabarz pochodzący ze Strzegomia, miał także zhańbić ciało młodej dziewczyny.
Proces odbył się 20 września 1606. Oskarżonym wykazano winę i skazano na śmierć przez okaleczenie i spalenie na stosie. 5 października tego samego roku trwał jeszcze proces wspólników, których grabarze wskazali na torturach. Ich również skazano na śmierć. Ostatnia egzekucja odbyła się 13 lutego 1607. Łącznie stracono w tej sprawie 17 osób.
W dniach 4–10 października 1606 pastor Samuel Heinitz wygłosił sześć dziękczynnych kazań, które dwa lata później wydano drukiem w Lipsku. 18 lutego 1607 odprawiono uroczyste dziękczynne nabożeństwo po wygaśnięciu zarazy. Rok po tych wydarzeniach, 15 marca 1608, pastor Heinitz poświęcił kaplicę św. Mikołaja, którą sprofanowali grabarze.
Współcześnie ocenia się, że większość informacji o przestępstwach, zwłaszcza tych najbardziej niesamowitych, była wymuszona torturami, zwłaszcza że nie da się ich wytłumaczyć chęcią zysku. Można jednak oceniać, że zasadnicza część oskarżenia, poświadczona oceną lekarzy, nie była bezpodstawna.

## Echa afery

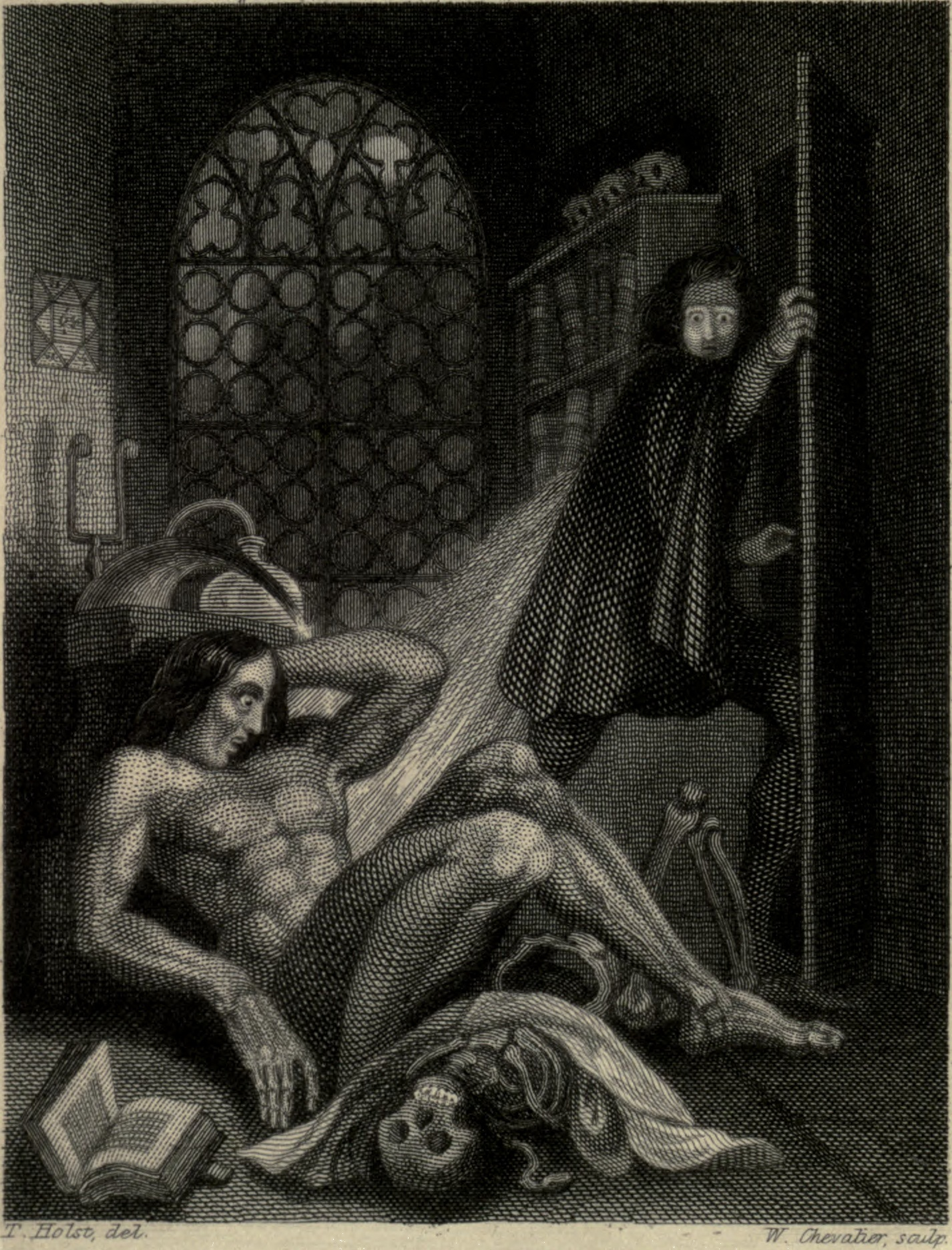
Frankenstein Mary Wollstonecraft Shelley – ilustracja do wydania powieści z 1831 roku

Wydarzenia te były głośne w całej Europie, o czym świadczy m.in. wydanie kazań w Lipsku. Wiadomo również, że opisywała ją wówczas gazeta „Newe Zeytung” wydawana w Augsburgu. Współcześni publicyści spekulują, że angielska pisarka Mary Shelley mogła poznać tę historię, stąd prawdopodobnie zachodzi analogia pomiędzy nazwą miejscowości Frankenstein i tytułem jej słynnej powieści o potworze doktora Frankensteina spreparowanym z ludzkich zwłok wykradanych z cmentarzy.

Spędziłam lato 1816 roku w okolicach Genewy. Było wyjątkowo zimno i deszczowo i wieczorami zbieraliśmy się przy kominku, delektując niemieckimi opowiadaniami o duchach. Te baśnie budziły w nas chęć, by je naśladować. Dwoje przyjaciół [...] oraz ja postanowiliśmy, każde z osobna wymyślić historię opartą na fenomenach nadprzyrodzonych.

Pomysł na powieść zrodził się w willi Diodati nad Jeziorem Genewskim 16 czerwca 1816 podczas spotkania towarzyskiego Shelleyów z lordem Byronem i Johnem Polidorim. Towarzystwo spędzało czas w domu, m.in. racząc się opowieściami grozy, bo lato roku 1816 było wyjątkowo deszczowe i chłodne (w rezultacie potężnej erupcji wulkanu Tambora na wyspie Sumbawa w Indonezji). Praca nad spisaniem historii młodego naukowca i jego dzieła zabrała pisarce blisko dwa lata.